# John Warner
John William Warner (Washington D.C., 18 februari 1927 – Alexandria (Virginia), 25 mei 2021) was een Amerikaans politicus van de Republikeinse Partij. Hij was Senator voor de staat Virginia van 1979 tot 2009. Eerder was hij Minister van de Marine van 1972 tot 1974 onder president Richard Nixon.

## Levensloop
Warner bezocht de elite-school St. Albans School in Washington, D.C.. Hij meldde zich in januari 1945 tijdens de Tweede Wereldoorlog aan bij de Amerikaanse marine, net voordat hij achttien werd. Een jaar later verliet hij het leger weer. In 1949 studeerde Warner af aan de Washington and Lee University. In 1950 meldde hij zich aan bij het uitbreken van de oorlog in Korea aan bij het Korps Mariniers, en hij diende in Korea. Daarna vervolgde hij zijn studie aan de University of Virginia en hij behaalde zijn graad in de rechten in 1953.
Hij ging werken als klerk voor opperrechter E. Barrett Prettyman van het Amerikaanse Hof van Beroep. In 1956 werd hij assistent-openbaar aanklager en in 1960 begon hij zijn eigen advocatenpraktijk.
Warners eerste huwelijk was met Catherine Mellon, de kleindochter van miljardair Andrew Mellon. Samen met haar kreeg hij drie kinderen, maar hij scheidde van haar in 1973. Op 4 december 1976 trouwde hij met actrice Elizabeth Taylor, maar dat huwelijk duurde ook maar zes jaar. Eind 2003 trouwde hij met Jeanne Vander Myde en bleef tot zijn dood met haar getrouwd.
Warner overleed op 25 mei 2021 op 94-jarige leeftijd aan de gevolgen van hartfalen.

## Politieke carrière
Warner werd in februari 1969 onder de Nixon-regering benoemd als onderminister van Marine. Op 4 mei 1972 volgde hij John H. Chafee, de Minister van Marine, op. Hij nam onder andere deel aan internationale gesprekken over het recht op zee, en onderhandelde met de Sovjet-Unie over een Incident at Sea Executive Agreement.
In 1978 stelde Warner zich kandidaat voor de senaat. Zijn bekendheid had hij met name te danken aan zijn huwelijk met Elizabeth Taylor, en hij werd tweede bij de Republikeinse voorverkiezingen. Hij verloor nipt van Richard D. Obenshain. Deze werd ook gekozen in de senaat, maar overleed twee maanden later als gevolg van een vliegtuigongeluk. Warner volgde hem op in de senaat, en werd vijf maal herkozen.
Warner stond in het algemeen bekend als gematigder dan de meeste Republikeinse senatoren uit het zuiden van de Verenigde Staten. Hij behoorde tot de minderheid van Republikeinen die voor strengere controle op wapens is. Hij was een van de slechts drie Republikeinse senatoren die een amendement van de Democratische senator Dianne Feinstein steunden voor verlenging van een verbod op semiautomatische wapens.
Warner was pro-choice wat betreft abortus, en hij steunde embryonaal stamcelonderzoek, hoewel hij het ook goed deed bij pro-life-groepen, omdat hij de meeste voorstellen voor abortusbeperking wel steunde. Hij stond ook achter een voorstel om vast te leggen dat een huwelijk uitsluitend kan plaatsvinden tussen twee personen van verschillende sekse (man en vrouw). Hij nam echter afstand van de woorden van Peter Pace, de stafchef van het leger, toen deze stelde dat homoseksualiteit "immoreel" was.
Vanwege zijn afwijkende standpunten kreeg Warner te maken met tegenkandidaten vanuit zijn eigen partij toen hij in 1996 zich verkiesbaar stelde voor zijn vierde termijn in de senaat. De partijregels in Virginina staan de zittende senator toe om de regels rond voor de herverkiezingen te bepalen. Wetende dat hij waarschijnlijk zou verliezen als hij het liet aankomen op een stemming op de conventie zelf, koos hij voor voorverkiezingen. Zijn strategie werkte en hij werd uiteindelijk herkozen.
Tijdens de verkiezingen van 2008 deed hij niet mee aan een herverkiezing. Hij werd opgevolgd door voormalig gouverneur van Virginia Democraat Mark Warner.
- International Standard Name Identifier: 0000 0000 2456 4207
- Library of Congress Control Number: n80098109
- National Archives and Records Administration: 10569771
- Nationale Bibliotheek van Tsjechië: jo20181005949
- SNAC: w6jn3226
- Biographical Directory of the United States Congress: W000154
- Virtual International Authority File: 25908490
- WorldCat: E39PBJkMCYTFGWHtB4Ptk8mjmd